# Comunicaciones del Museo Nacional de Buenos Aires
Comunicaciones del Museo Nacional de Buenos Aires (abreviado Común. Mus. Nac. B. Aires) fue una revista con ilustraciones y descripciones botánicas que fue editada en Buenos Aires. Se publicaron 2 números en los años 1898-1901. Fue reemplazada por Comunicaciones del Museo Nacional de Historia Natural Bernardino Rivadavia.